# Koninklijke Nederlandse Maatschappij ter bevordering der Pharmacie
De Koninklijke Nederlandse Maatschappij ter bevordering der Pharmacie (KNMP) is de beroeps- en brancheorganisatie van Nederlandse apothekers en farmaceuten. Ze houdt kantoor aan de Alexanderstraat 11 te Den Haag en heeft aldaar ook haar laboratorium.
Zowel de vereniging als het uitvoerende bureau zijn bekend onder de afkorting KNMP. Het bestuur kiest de vereniging op basis van een stemming van haar leden.
Het uitvoerend bureau heeft meerdere afdelingen onder verantwoordelijkheid van een managementteam. Deze departementen leggen zich toe op Opleidingen, omvatten een Geneesmiddelinformatiecentrum (GIC) en ondersteunende afdelingen. Als onderdeel van de organisatie, maar zelfstandig, bestaan het Laboratorium der Nederlandse Apothekers (LNA), de Stichting Farmaceutische Kengetallen (SFK) en Z-index.

## Geschiedenis
Op 23 april 1842 werd de Nederlandse Maatschappij ter bevordering der Pharmacie opgericht in Amsterdam, uit onvrede over het feit dat apothekers niet werden betrokken de staatscommissie die de geneeskundige wetgeving moest herzien. Oprichter was de Amsterdammer Samuel Sarphati,samen met Dirk Pas, Willem Swart, Frederik Swartwout en Antonius Walter. Sarphati werd de eerste secretaris en later erelid. Mede door inspanningen van de NMP werd in de herziening van 1865 een groot aantal van de wensen van apothekers vervuld. Het belangrijkste verschil was dat het beroep van apotheker niet langer een medisch beroep was. Er kwam aparte wetgeving voor de beroepsuitoefening van apothekers en een aparte academische opleiding.
Tot 26 november 1987 waren de apothekers die lid waren van de KNMP gehouden aan het vestigingsbeleid van de koepel. Op die dag werd in een bijzondere algemene vergadering dit beleid gestopt. Eind 1984 was een voorstel om te stoppen met dit vestigingsbeleid nog door een meerderheid van de leden verworpen.
Sinds 1 juli 2007 heeft de nieuwe Geneesmiddelenwet en herziening van de Wet op de Geneeskundige Behandelingsovereenkomst (WGBO) ook betrekking, naast de ziekenhuisapotheker, op de openbaar apotheker
De titel van ziekenhuisapotheker is wettelijk erkend als medisch specialisme sinds 1995 en is daarmee vergelijkbaar met andere intramurale medische specialismen. De post-academische opleiding ter specialisatie bedraagt vier jaar, met inbegrip van klinisch onderzoek, uitgaande van een voltijds traject waarbij de apotheker in opleiding tot specialist (aios) werkzaam is in de klinische (opleidingsprakijk).
De post-academische opleiding tot openbaar apotheker bestaat sinds 1995, echter het medisch specialisme is wettelijk erkend sinds 19 januari 2016: tot aan die datum kon iedere apotheker zich 'openbaar apotheker' noemen. De post-academische specialisatie bestrijkt twee jaar, op basis van een voltijds traject waarbij de aios werkzaam is in de openbare óf poliklinische apotheek. Het specialisme openbare farmacie is vergelijkbaar met andere extramurale medisch specialismen, in het bijzonder dat van de huisarts.

## Trivia
De KNMP is ook een van de leden van de Nederlandse Diabetes Federatie.